# Квентін Якоба
Квентін Якоба (нід. Quentin Jakoba, нар. 19 грудня 1987, Бреда) — нідерландський футболіст,  виступав на позиції захисника.

## Клубна кар'єра
Народився 19 грудня 1987 року в місті Бреда. Вихованець футбольної школи клубу «Віллем II».
У дорослому футболі дебютував 2008 року виступами за команду клубу «Ейндговен», в якій провів один сезон, взявши участь у 3 матчах чемпіонату. 
Своєю грою за цю команду привернув увагу представників тренерського штабу клубу «Козаккен Бойз», до складу якого приєднався 2009 року. Відіграв за команду з Веркендама наступні п'ять сезонів своєї ігрової кар'єри.
2014 року уклав контракт з клубом «АСВГ», у складі якого провів наступний рік своєї кар'єри гравця. 
2015 року повернувся до складу клубу «Козаккен Бойз». Відтоді встиг відіграти за команду з Веркендама 49 матчів в національному чемпіонаті.

## Виступи за збірну
2016 року дебютував в офіційних матчах у складі національної збірної Кюрасао. Наразі провів у формі головної команди країни 6 матчів.
У складі збірної був учасником розіграшу Золотого кубка КОНКАКАФ 2017 року у США.

## Титули і досягнення
- Переможець Карибського кубка: 2017